# Nogueras
Nogueras és un municipi d'Aragó, situat a la província de Terol i enquadrat a la comarca del Jiloca.